# BMI (kroppsmasseindex)

BMI-skalan.

Kroppsmasseindex eller BMI (efter engelskans body mass index) är ett mått för en persons eventuella över- eller undervikt. Inom bariatrin är BMI relationen för vuxna mellan vikt och längd enligt beräkningen kroppsvikt ({\displaystyle m}) i kilogram dividerat med kroppslängden ({\displaystyle l}) i meter i kvadrat. BMI mäter fyra viktklasser: undervikt, normalvikt, övervikt och fetma. Barns kroppsmasseindex bedöms med IsoBMI.
{\displaystyle {\mbox{BMI}}={\frac {m}{l^{2}}}={\frac {\mathrm {vikten} \ (\mathrm {kg} )}{\mathrm {l{\ddot {a}}ngden\ \times \ l{\ddot {a}}ngden} \ (\mathrm {m} ^{2})}}\left[{\frac {\mathrm {kg} }{\mathrm {m^{2}} }}\right]}
En person som väger 75 kg och är 1,80 m lång har alltså BMI:
{\displaystyle {\frac {75}{1,\!80\cdot 1,\!80}}\approx 23}.
BMI skapades av Adolphe Quetelet på 1800-talet. Ungefär från och med 1970-talet började BMI internationellt bli standard för viktbedömning.

## BMI som viktmått
| Viktklasser   | BMI                |
| ------------- | ------------------ |
| Undervikt     | mindre än 18,5     |
| Normalvikt    | 18,5 – 25,0        |
| Övervikt      | mer än 25,0 – 30,0 |
| Fetma klass 1 | mer än 30,0 – 35,0 |
| Fetma klass 2 | mer än 35,0 – 40,0 |
| Fetma klass 3 | mer än 40          |

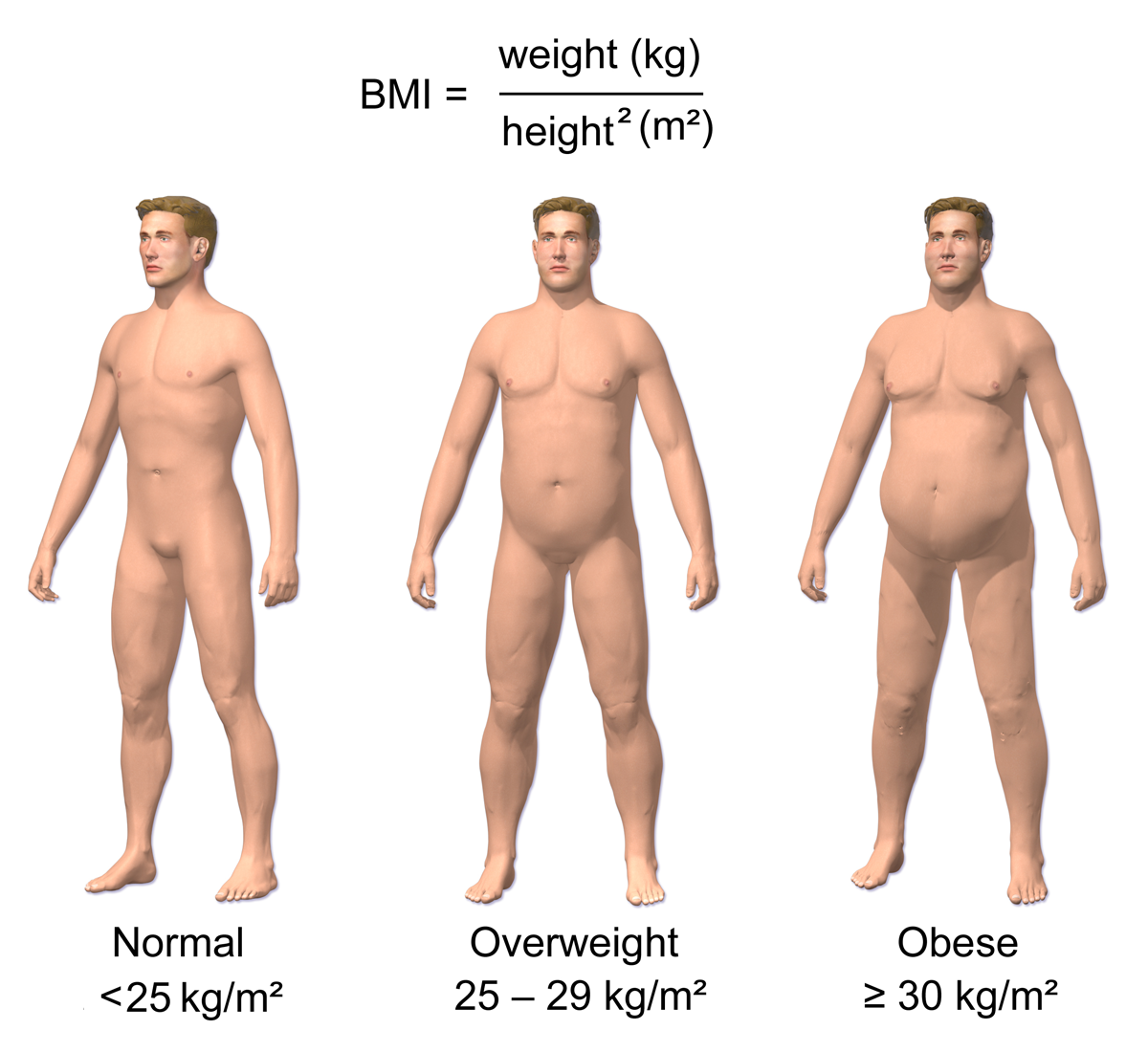
Illustrationer av kroppsform vid olika BMI

För en person med en viss längd ökar BMI linjärt med ökande vikt. Det finns i litteraturen olika statistiska gränsvärden för vad som skall räknas som undervikt, normalvikt, övervikt och fetma. I tabellen visas de allmänna gränsvärden som WHO anger, som gäller vuxna människor med normal muskelmassa. Gränsvärdena för BMI ska ses som ett riktmärke för att mäta hälsosam vikt. När det gäller barnfetma används ibland måttet isoBMI som är korrigerat för att passa denna åldersgrupp.

## Brister och kritik av BMI
BMI är inte korrigerat för ålder eller graviditet och är missvisande som friskhetsindikator för kroppsbyggare och elitidrottare. Muskler – som till stor del består av vatten – har en högre densitet än fett. Vanliga BMI-tabeller tar enbart hänsyn till längd och vikt. Kvinnor har normalt något lägre muskelmassa än män, och bör således räkna med lägre gränsvärden, särskilt vid värden upp mot övervikt. Omvänt gäller också att BMI inte visar att en normalviktig person är otränad. Den större muskelmassan hos till exempel elitidrottare och kroppsbyggare är en bidragande faktor till att tränade personers vikt kan vara högre än den utifrån längden beräknade idealvikten.
Ett mer noggrant instrument är att räkna ut andel kroppsfett i procent, vilket fungerar även för vältränade personer med ett högre BMI, och normalviktiga personer med mycket kroppsfett.
Undervikt för vuxna är enligt WHO ett BMI under 18,5. Normalvikt för vuxna är inom referensintervallet 18,5 till 24,9. Med övervikt avses ett BMI mellan 25 och 29,9. Fetma är ett BMI som överstiger 30.
BMI för person med kutrygg blir onormalt stort jämfört med värdet om ryggen varit rak.
BMI kritiseras av flera skäl, av vilka några nämns ovan. BMI anses av vissa läger också vara missvisande för personer över 50 år, för vilka ett BMI i undre normala referensintervallet hänger samman med ökad dödlighet, medan lite övervikt inte är så farligt. Enligt samma teori, som kallas överviktsparadoxen, kan ett BMI på 25 för en person som är 60 år vara den mest ideala vikten, sett till överlevnad. Den ideala vikten för äldre tycks vara högre än för unga vuxna.

## Andra viktmått
Ett kompletterande mått på om ett förhöjt BMI också innebär en ökad hälsorisk får man om man även mäter fettets fördelning i kroppen. Om en stor del av kroppsfettet utgörs av bukfetma så innebär det en ökad hälsorisk. Det kan därför vara av värde att också mäta kvoten mellan bukens och höftens omkrets, vilket kallas midja-höft-kvot. En hög kvot (mycket fett kring buken) indikerar bukfetma.
Ett tredje sätt att mäta kroppens fettprocent på är BAI (body adiposity index). Metoden går ut på att mäta höftens omkrets i förhållande till personens längd. Även denna metod har dock visat sig ha stora brister när det gäller att mäta kroppsfettprocenten hos idrottsutövare. I en studie på kvinnliga idrottare inom amerikansk collegeidrott visade sig nämligen BAI vara en osäker metod för mätning av kroppsfettprocenten på idrottande kvinnor.